# Uwe Rösler
Uwe Rösler (ur. 15 listopada 1968 w Altenburgu) – niemiecki piłkarz, pięciokrotny reprezentant Niemieckiej Republiki Demokratycznej.
Grał kolejno w następujących klubach: Lokomotive Lipsk, BSG Chemie Leipzig, 1. FC Magdeburg, Dynamo Drezno, 1. FC Nürnberg, Manchester City, 1. FC Kaiserslautern, Tennis Borussia Berlin, Southampton, West Bromwich Albion, SpVgg Unterhaching i Lillestrøm SK.
Został sprowadzony do Manchesteru City przez Briana Hortona w sezonie rozgrywek 1993/1994. Najlepszy sezon Uwe Röslera to 1994/1995; wtedy to we wszystkich rozgrywkach zdobył 22 gole i został wybrany przez kibiców graczem roku. W następnych sezonach strzelał kolejno 13, 17 i 7 bramek.
Jest ojcem Colina Röslera, reprezentanta Norwegii.